# Provincia Azerbaidjanul de Vest
Azerbaidjanul de Vest (persană : آذربایجان غربی,Azarbāyejān-e-Qarbi ; kurdă : Azerbaycanî Rojawa ; azeră : Qərbi Azərbaycan) este una din cele 30 provincii ale Iranlui și constituie una din cele 3 provincii ale Azerbaidjanului iranian.
Provincia Azerbaidjanul de Vest acoperă o suprafață de 39.487 km², sau 43.660 km², incluzând și lacul Orumieh. În 2006, provincia avea o populație de :3.000.000 locuitori.